# Springfield, Essex
Springfield är en by och en civil parish i Chelmsford i Storbritannien. Den ligger i grevskapet Essex och riksdelen England, i den sydöstra delen av landet, 50 km nordost om huvudstaden London. Orten har 20 084 invånare (2011). Byn nämndes i Domedagsboken (Domesday Book) år 1086, och kallades då Springafelda/Springhefelda.